# 黃褐革蓋菌
黃褐革蓋菌，屬多孔菌科一種，是木棲腐生的中小型菇類。菌蓋達2至8釐米。台灣的陽明山國家公園有分佈該植物。春夏多濕的季節裡此類菇類較為常見。